# Tharid

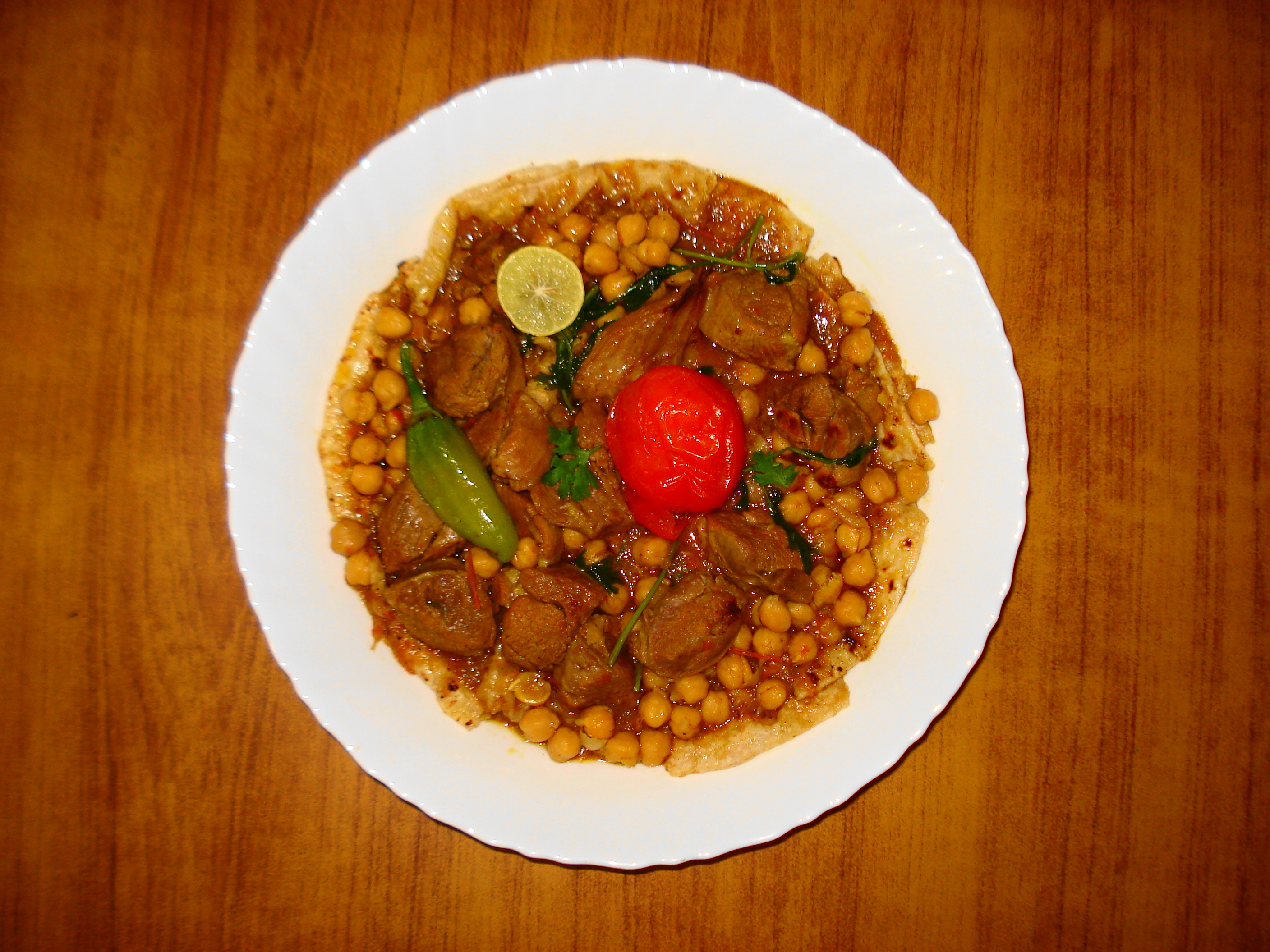
Piatto di Tharid

Il tharīd (in arabo ثريد‎?) era un piatto tradizionale arabo meccano, costituito da un brodo di carne, pezzi di pane e verdure dell'area meccana.
Considerato come piatto tipico della loro gastronomia, i meccani ne attribuivano l'origine al bisnonno di Maometto che avrebbe derivato il suo nome Hāshim proprio dall'aver per primo "spezzato" il pane nel brodo, offrendolo ai pellegrini che si recavano in città per i riti della antica ʿumra, nel mese di Rajab.
Del tharīd era ghiotto non solo Maometto ma anche il primo califfo omayyade, Muʿāwiya b. Abī Sufyān che ne divorava spesso generose porzioni.